# Чиглян
Чиглян (рум. Ciglean) — село у повіті Селаж в Румунії. Входить до складу комуни Кряка.
Село розташоване на відстані 380 км на північний захід від Бухареста, 15 км на схід від Залеу, 56 км на північний захід від Клуж-Напоки.

## Населення
За даними перепису населення 2002 року у селі проживали 199 осіб, усі — румуни. Усі жителі села рідною мовою назвали румунську.